# Helga Einsele
Helga Einsele (* 9. Juni 1910 als Helga Marianne Freda Hackmann in Dölau bei Halle (Saale); † 13. Februar 2005 in Frankfurt am Main) war eine deutsche Kriminologin, Gefängnisdirektorin und Strafrechtsreformerin.

## Leben und Wirken
Helga Hackmann war eine Tochter des Oberlehrers Friedrich Hackmann und der Frieda Lahmann. Sie besuchte das Lyceum und das Mackensengymnasium in Torgau und machte 1929 das Abitur in Lüneburg am Johanneum.  Sie studierte in Heidelberg unter anderem bei Gustav Radbruch Rechtswissenschaften. Sie hielt sich von 1931/32 in den USA auf und heiratete Wilhelm Einsele. Obwohl sie ihr erstes Staatsexamen 1935 in Karlsruhe mit Prädikat abschloss, wurde sie wegen politischer Unzuverlässigkeit nicht in den juristischen Vorbereitungsdienst aufgenommen. 1939 wurde Einsele in Heidelberg bei Herbert Engelhard promoviert. Später arbeitete sie mit und für den Frankfurter Staatsanwalt Fritz Bauer.
1947 machte sie der hessische Ministerpräsident Georg August Zinn zur Leiterin der hessischen Frauenvollzugsanstalt in Frankfurt-Preungesheim, was sie bis 1975 blieb. Während dieser Zeit setzte sie zahlreiche Reformen durch, beispielsweise führte sie – unterstützt von Hilda Heinemann, der Gattin des damaligen  Bundespräsidenten Gustav Heinemann – als erste ein Mutter-und-Kind-Haus in einem deutschen Gefängnis ein und begann einen Modellversuch, in dem weibliche Strafgefangene ihre Babys und Kleinkinder nicht mehr automatisch in ein Heim abgeben mussten. Die Gefangenen wurden von den Beamten nicht mehr geduzt, durften normale Kleidung tragen und jede wurde durch eine Sozialarbeiterin betreut. Zu Einseles Zeit lag die Rückfälligen-Quote in ihrem Gefängnis deutlich niedriger als anderswo.
1969 war sie die erste Preisträgerin des neu gestifteten Fritz-Bauer-Preises der Humanistischen Union. Für ihre Bestrebungen um einen humanen Strafvollzug erhielt sie auch zahlreiche andere Auszeichnungen, darunter 1976 den Humanitären Preis der deutschen Freimaurer. Sie wurde mit der Wilhelm-Leuschner-Medaille ausgezeichnet.
Nach ihrer Pensionierung 1975 war sie Honorarprofessorin für Kriminologie an der Johann Wolfgang Goethe-Universität Frankfurt am Main.
Einsele protestierte in den 1960ern gegen den Ausschluss des Sozialistischen Deutschen Studentenbunds aus der SPD und wurde dafür selbst aus der Partei ausgeschlossen. Im Rahmen der Friedensbewegung beteiligte sie sich Anfang der 1980er Jahre am Widerstand gegen die Stationierung von Pershing-II-Raketen auf der Mutlanger Heide und nahm dafür auch eine gerichtliche Verurteilung wegen Nötigung in Kauf.

## Schriften (Auswahl)

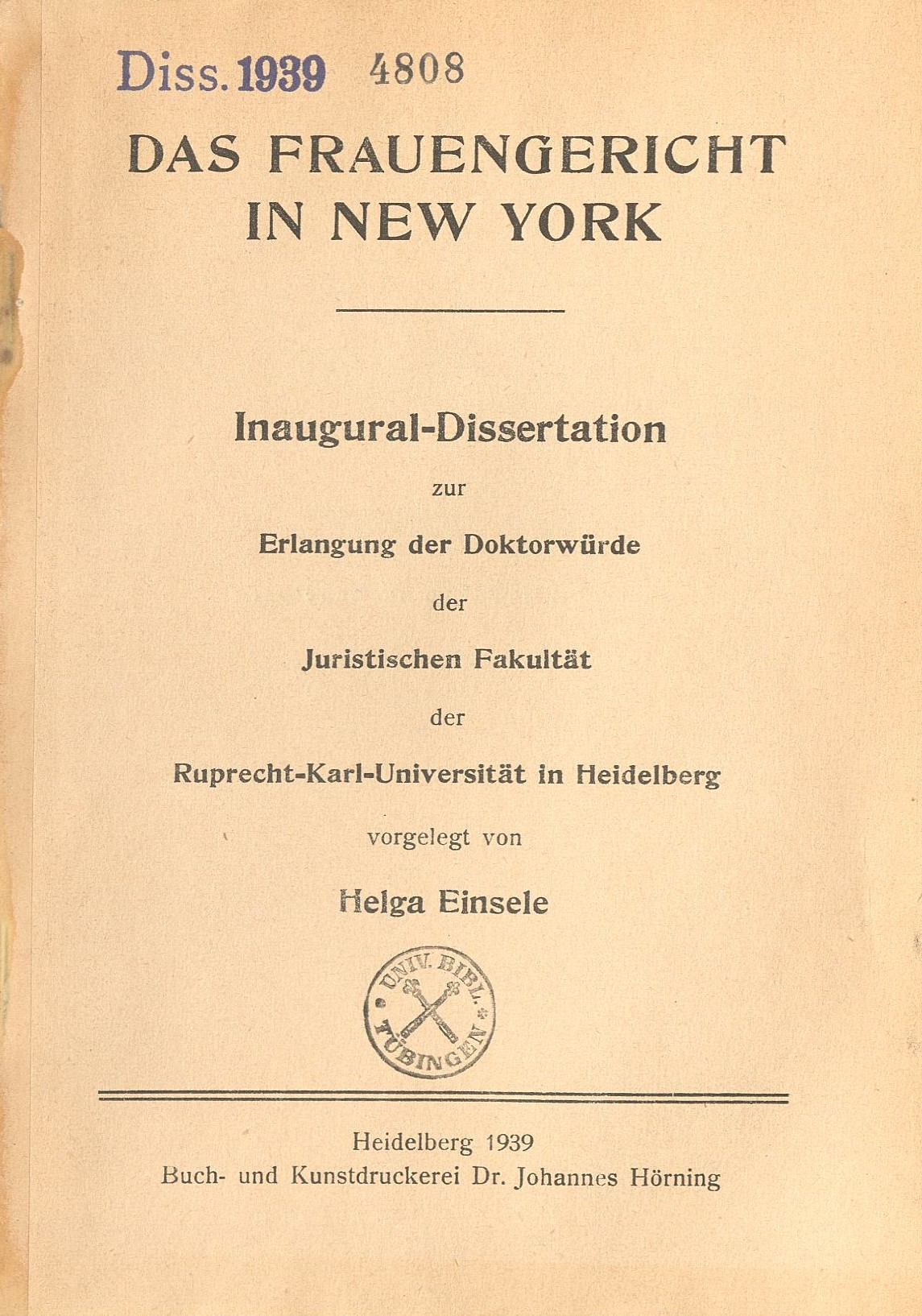
Dissertation (1939)

- Mein Leben mit Frauen in Haft. Quell-Verlag, Stuttgart 1995, ISBN 3-7918-1712-4 (Autobiographie)
- Frauen im Strafvollzug. Rowohlt, Reinbek 1985, ISBN 3-499-14855-2 (zusammen mit Gisela Rothe)
- Das Verbrechen, Verbrecher einzusperren. Helga Einsele antwortet Ernst Klee (Das theologische Interview; 20). Patmos-Verlag, Düsseldorf 1970.